# Estación de Pep Ventura
Pep Ventura es una estación de la línea 2 del Metro de Barcelona situada en el municipio de Badalona. 
La estación se encuentra bajo la avenida del Marqués de Montroig, cerca de la plaza de Pep Ventura (que da nombre a la estación), en Badalona. Fue abierta en 1985, como última estación de la ampliación de la Línea 4 del Metro desde La Pau. En 2002, ese tramo pasó a formar parte de la línea 2.
Con la ampliación de la línea 2 hacia Badalona Pompeu Fabra (en el centro de Badalona) el 11 de julio de 2010 esta estación dejó de ser terminal.
| << cabecera | < estación | línea | estación >            | cabecera >>           |
| ----------- | ---------- | ----- | --------------------- | --------------------- |
| Metro       |            |       |                       |                       |
| Paral·lel   | Gorg       |       | Badalona Pompeu Fabra | Badalona Pompeu Fabra |